# Horst Ritter
Horst Ritter (* 14. Juli 1925; † 1. Juli 2001) war ein deutscher Fußballspieler und Hornist. Insgesamt absolvierte er von 1950 bis 1960 für die Vereine Spandauer SV und Stuttgarter Kickers in den damals regional erstklassigen Ligen der Stadtliga Berlin beziehungsweise Fußball-Oberliga Süd 207 Spiele und erzielte dabei 48 Tore.

## Karriere als Fußballer
Ritter war in Berlin-Spandau zunächst für den Spandauer BC aktiv, bevor er zum Spandauer SV wechselte. Bei den Rot-Weißen vom Stadion an der Neuendorfer Straße spielte er von 1950 bis 1953 in der erstklassigen Stadtliga. In drei Runden wurde er zumeist als Mittelstürmer eingesetzt und kam im damals praktizierten WM-System auf 74 Ligaspiele, in denen er 33 Tore erzielte. In seinem letzten Jahr in Berlin, 1952/53, errang er mit Spandau die Vizemeisterschaft. Er hatte dazu in 24 Rundenspielen zwölf Tore beigesteuert.
Durch einen eigentlich beruflichen Vorspieltermin in Stuttgart kam Ritter in Kontakt mit dem Präsidenten der Kickers und schließlich zu einem Engagement bei dessen Verein, der damals in der erstklassigen Oberliga Süd antrat. Er debütierte bei den Kickers am ersten Spieltag der Runde 1953/54, den 16. August 1953, beim 3:0-Heimerfolg gegen Hessen Kassel. Ritter stürmte dabei auf Rechtsaußen an der Seite von Verteidiger Hans Eberle und dem rechten Außenläufer Siegfried Kronenbitter. Die Degerlocher hielten mit dem 14. Rang knapp die Klasse und der Neuzugang aus Berlin hatte in 29 Ligaeinsätzen zehn Tore erzielt. Auch in den folgenden Spielzeiten konnte Ritter mit den Kickers jeweils knapp die Klasse halten, bis man am Ende der Saison 1957/58 doch absteigen musste. Nach dem sofortigen Wiederaufstieg folgte im Jahr darauf der erneute Abstieg in die Zweitklassigkeit, in der die Kickers in den folgenden Jahren verblieben. Insgesamt absolvierte Ritter für die Stuttgarter Kickers 174 Ligaspiele und kam dabei auf 16 Torerfolge.

## Karriere als Musiker
Neben seiner fußballerischen Leistung war Ritter beruflich musikalisch tätig. Zunächst gehörte er zum Ensemble des Schillertheaters in Berlin, war dort aber nicht fest angestellt. Einen möglichen Wechsel an die Ost-Berliner Oper lehnte er ab. 1953 spielte er sowohl in Dortmund als auch in Stuttgart vor und erhielt schließlich eine feste Anstellung als Hornist beim Staatstheater Stuttgart. 1990 ging er in den Ruhestand.